# Kolana ergina
Kolana ergina là một loài bướm ngày trong họ Lycaenidae. Loài này được tìm thấy ở Brazil (Amazonas) và Guiana thuộc Pháp.
Chúng được Hewitson miêu tả khoa học lần đầu tiên vào năm 1867.